# David Günzburg

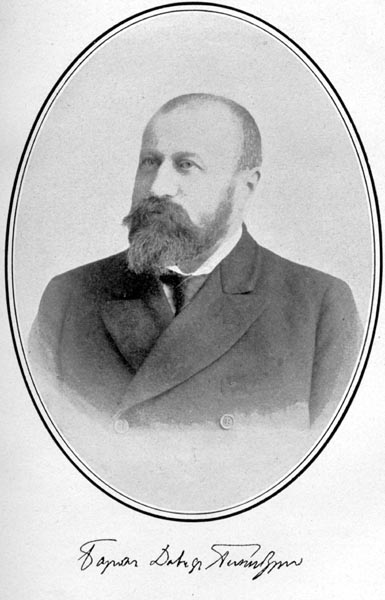
David Günzburg

David Horazijewitsch Günzburg (russisch Давид Горациевич Гинцбург; * 5. Julijul. / 17. Juli 1857greg. in Kamenez-Podolski; † 22. Dezember 1910 in St. Petersburg) war ein russischer Orientalist

## Leben
Günzburg war Mitglied der jüdisch-russischen Bankiersfamilie Günzburg. Er war der Sohn des Bankiers Naphtali Herz Günzburg, der zu den reichsten Personen des Russischen Kaiserreichs gehörte, 1871 von Großherzog Ludwig III. von Hessen und bei Rhein den Baron-Titel bekam und einer der Gründer der Gesellschaft für handwerkliche und landwirtschaftliche Arbeit (unter Juden) war. Günzburg erhielt eine ausgezeichnete häusliche Erziehung und studierte orientalische Sprachen bei Adolf Neubauer, Senior Sachs und Hirsch Rabinowitsch. Er hörte Vorlesungen von Stanislas Guyard in Paris und Baron Rosen in St. Petersburg und wurde im Alter von 20 Jahren Kandidat der Universität St. Petersburg. Darauf studierte er 1879–1880 arabische Poesie bei Wilhelm Ahlwardt in Greifswald.
Günzburg gab Moses ibn Esras Tarschisch heraus (veröffentlicht von der Gesellschaft Mekize Nirdamim in Lyck) mit einer kommentierten arabischen Übersetzung. Es folgte Ibn Guzman. Er veröffentlichte Aufsätze in den Notizen der Ost-Abteilung der Kaiserlichen Archäologischen Gesellschaft (1893), in den Arbeiten der Neophilologischen Gesellschaft (1892) und in der Zeitschrift des russischen Bildungsministeriums (Über die erste jüdische Schule in Sibirien). Als begeisterter Verehrer der jüdischen Kunst veröffentlichte er zusammen mit Wladimir Stassow das Buch L’ornement hébreu (Berlin 1903), in dem Beispiele der Textausschmückung aus hebräischen Handschriften aus Syrien, Jemen und Afrika vorgestellt wurden. Günzburg erstellte einen Katalog und eine Beschreibung der Handschriften des Instituts für orientalische Sprachen beim Außenministerium und schrieb eine Reihe von Aufsätzen für die Revue des Études Juives, die Revue Critique, die russischen Zeitschriften Probleme der Philosophie und Psychologie (Essay über die Geschichte der Kabbala) und Sonnenaufgang und hebräische Zeitungen, wie Ha-Meliz. Auch trug er zu Jubiläumsschriften für Leopold Zunz, Moritz Steinschneider, Daniel Chwolson, Abraham Harkavy, Baron Rosen und andere bei.
Günzburgs Bibliothek mit ihrer Sammlung seltener Bücher und wertvoller Handschriften war eine der bedeutendsten Privatbibliotheken in Europa. Wichtig waren insbesondere die Machsorim aus Spanien, Italien, der Provence und Afrika, die Dīwāne der bedeutendsten Dichter der spanischen Epoche, jemenitische Handschriften der verschiedenen Wissensgebiete, Teile eines aus einer Autodafé-Verbrennung geretteten Talmuds, Jerusalem-Rezepte mit kabbalistischen und philosophischen Kommentaren von S. Cyrilo aus der Hinterlassenschaft von Isaak Abrabanel und Handschriften mit Targumim und ihren arabischen Übersetzungen. Daneben gab es seltene Inkunabeln, die Bomberg-Bibel, Teil eines venezianischen Talmuds von 1522 und alte Polyglotte (darunter Complutensische Polyglotte). Günzburg vermachte seine Bibliothek der Jüdischen Öffentlichen Bibliothek in Jerusalem. Dies konnte jedoch zunächst wegen des Ersten Weltkrieges nicht realisiert werden. Nach der Oktoberrevolution und langen Verhandlungen wurde schließlich der Export der Bibliothek von der Regierung verboten. Die Bibliothek wurde in die Handschriftenabteilung der Russischen Staatsbibliothek in Moskau überführt, während die Sammlungen zum jüdischen Leben in das Museum der Ethnographie der Völker der UdSSR in Petrograd aufgenommen wurden. 
Von 1898 bis 1905 war Günzburg Direktoriumsvorsitzender der Wolga-Kaspischen Erdölgewinnungs- und Handelsgesellschaft.
Günzburg war Vorsitzender der St. Petersburger jüdischen Gemeinde, Mitglied der Komitees der Gesellschaft für die Verbreitung der Aufklärung unter den Juden und der Gesellschaft zur Verbreitung des Ackerbaus durch russische Juden, Vorsitzender des Zentralkomitees der Jewish Colonization Association, Gründer der Gesellschaft für Orientalistik, Vorsitzender der Gesellschaft Chowewe Sefat Eber, Mitglied des jüdischen Gelehrtenkomitees des Ministeriums für Volksaufklärung, Mitglied auf Lebenszeit der Kaiserlich-Russischen Archäologischen Gesellschaft und der Pariser Société asiatique und einer der Gründer der Société des études juives in Paris.
Günzburg initiierte die Gesellschaft für jüdische wissenschaftliche Editionen, deren Komiteemitglied er dann war. Er förderte und unterstützte die Jüdische Enzyklopädie von Brockhaus und Efron und war einer ihrer Herausgeber. Er führte in St. Petersburg Orientalistik-Kurse durch, in denen auch Henrich Sliosberg Vorlesungen über die Geschichte der Gesetzgebung über die Juden in Russland hielt. Wie sein Vater und Großvater verteidigte er immer unermüdlich jüdische Interessen. Dank seiner guten Verbindungen zu Regierungspersonen gelang es ihm häufig, Gerichtsverfahren gegen Gruppen und Einzelpersonen abzuwenden. Er gründete Organisationen für arme Juden und für jüdische Studenten, und er unterstützte ein jüdisches Waisenhaus in St. Petersburg, einen Landwirtschaftsbetrieb in Minsk und eine Landwirtschaftsschule für jüdische Kolonisten in Nowopoltawa bei Kljutschi. 1910 wurde er Vorsitzender des ersten Kongresses der Juden zu Problemen ihres religiösen Lebens.
2017 vereinbarten die Israelische Nationalbibliothek und Russische Staatsbibliothek die Digitalisierung und Online-Bereitstellung der Sammlung Günzburg, es handelt sich um 2.000 Handschriften in mehreren Sprachen und 9.000 Bücher aus dem 12. bis 19. Jahrhundert. Es ist vorgesehen, die digitalisierte Sammlung in die International Collection of Digitized Hebrew Manuscripts, Ktiv der Israelischen Nationalbibliothek zu integrieren.